# Szíj Melinda
Szíj Melinda (Győr, 1969. március 28.) Fonogram-díjra jelölt magyar énekesnő, a 2010-es Megasztár 5 harmadik helyezettje. Hangja erőteljes lírai szoprán, de alkalmas drámai dalok előadására is. Sokan Édith Piafhoz és Barbra Streisandhoz hasonlították előadásmódja és stílusa miatt.
Gyermekkora óta Barbra Streisand a példaképe. Az éneklés mellett a versírásban is jeleskedik. Első, bemutatkozó lemezének borítóján költőként is bemutatkozik: válogatott verseit ajándékként és köszönetképp ajánlja mindenkinek, aki szereti és figyel rá.

## A Megasztárban előadott dalok
| #         | Előadó                        | Dal                          | Zene / szöveg                   | Eredmény     |
| --------- | ----------------------------- | ---------------------------- | ------------------------------- | ------------ |
| 1. döntő  | Szíj Melinda                  | Total Eclipse of the Heart   | J. Steinman                     | Továbbjutott |
| 2. döntő  | Szíj Melinda                  | Hulló falevelek              | J. Kosma, J. Prévert, Vécsey E. | Továbbjutott |
| 3. döntő  | Szíj Melinda                  | Maradj velem                 | Balázs F., Horváth A.           | Továbbjutott |
| 4. döntő  | Szíj Melinda                  | Elmegyek                     | S. Nagy I., Máté P.             | Továbbjutott |
| 5. döntő  | Szíj Melinda                  | How Lucky Can You Get        | F. Ebb, J. Kander               | Továbbjutott |
| 6. döntő  | Szíj Melinda                  | Mad World                    | R. Orzabal                      | Továbbjutott |
| 7. döntő  | Szíj Melinda                  | Moon River                   | H. Mancini, J. Mercer           | Továbbjutott |
| 8. döntő  | Szíj Melinda és Feke Pál      | Magányos csónak              | Pálvölgyi G., Duba G.           | Továbbjutott |
| 8. döntő  | Szíj Melinda és Kökény Attila | New York, New York           | F. Ebb, J. Kander               | Továbbjutott |
| 9. döntő  | Szíj Melinda                  | All that Jazz                | F. Ebb, J. Kander               | Továbbjutott |
| 9. döntő  | Szíj Melinda                  | Unchained Melody             | H. Zaret, A. North              | Továbbjutott |
| 10. döntő | Szíj Melinda                  | Éjfél (Memory)               | T. Rice, T. Nunn, A. L. Webber  | Továbbjutott |
| 10. döntő | Szíj Melinda                  | Sunny                        | B. Hebb                         | Továbbjutott |
| 11. döntő | Szíj Melinda                  | Cabaret                      | F. Ebb, J. Kander               | Kiesett      |
| 11. döntő | Tolvai Renáta és Szíj Melinda | Proud Mary                   | John Fogerty                    | Kiesett      |
| 11. döntő | Szíj Melinda és Kökény Attila | Száguldás, Porsche, Szerelem | Nagy T., Juhász S.              | Kiesett      |
| 11. döntő | Szíj Melinda                  | Félteni kell                 | Fényes Sz., Szenes I.           | Kiesett      |

## Diszkográfia
- Első, bemutatkozó albuma: Foltos úton

Megjelenés: 2011. március 31.; A Mahasz Top 40 - Album- és válogatáslemez-listát négy héten át folyamatosan vezette
1. Én szeretlek
2. Hol van megírva?
3. Őszintén akarok élni
4. Valahol
5. Kergesd el a felhőt a házamról
6. I've Dreamed of You
7. Nagyon kell, hogy szeress engem
8. Örökzöld
9. Az első villamos
10. Kevés voltam neked - (duett Balázs Fecóval)
11. Hulló falevelek
12. Emlék
13. Foltos úton

- A második album: Örömtől fogva

Megjelenés: 2012. november 19.
1. Zorán: Ünnep
2. A csend hangjai
3. Ave Maria
4. Áldalak búval, vigalommal
5. Ki szívét osztja szét
6. The Lord's Prayer (Miatyánk)
7. Békét és reménységet
8. Mon Dieu
9. Az éj zenéje (Music of the Night)
10. Múlnak a gyermekévek
11. Az élet szép
12. Amazing Grace

- Jobban szeretem a mellékutakat CD

Megjelenés:2019
1. Jobban szeretem a mellékutakat
2. Csak egy álom volt
3. Csillagfénynél
4. Kulccsal zártam be a szívemet
5. Gyönyörű érzés
6. Szép gondolat
7. Színek
8. Egy szép lány Budapestről
9. Valaki mondja már el
10. Vihar tombol a szívemben
11. És jött egy nyári zápor
12. Jobban szeretem a mellékutakat[1]

## Díjak, elismerések
- Megasztár 3. helyezés (2010)
- Jelenlét Művészeti-díj (2011)
- Zámbó Jimmy-díj (2014)
- Fonogram-díj (jelölés) (2016)